# Flughafen Þórshöfn

i8
i11
i13
Der Flughafen Þórshöfn (isländisch Syðralónsflugvöllur oder Þórshafnarflugvöllur, englisch Thórshöfn Airport, IATA-Code: THO, ICAO-Code: BITN)  liegt im Nordosten von  Island.
Er liegt 1,7 km nördlich der Stadt Þórshöfn und ist über den Langanesvegur  zu erreichen.
Manchmal wird der Flughafen auch als Flughafen Thorshofn bezeichnet.
Syðra-Lón heißt der Bauernhof südlich des Flughafens.
Seit 1953 gab es einen Vorgänger, den Flugplatz Sauðanes einige Kilometer weiter nördlich.
Seit dem Jahr 1976 gab es die ersten Pläne für einen neuen Flughafen.
Dieser wurde im Oktober 1994 eröffnet und gleichzeitig wurde das Sauðanesflugvöllur geschlossen.

## Fluggesellschaften und Flugziele
Die Fluggesellschaft Norlandair bedient den Flughafen mit einem Flug an fünf Tagen in der Woche auf der Strecke Akureyri – Vopnafjörður – Þórshöfn – Akureyri.
| Fluggesellschaft | Flugziele |
| ---------------- | --------- |
| Norlandair       | Akureyri  |